# Мацошин

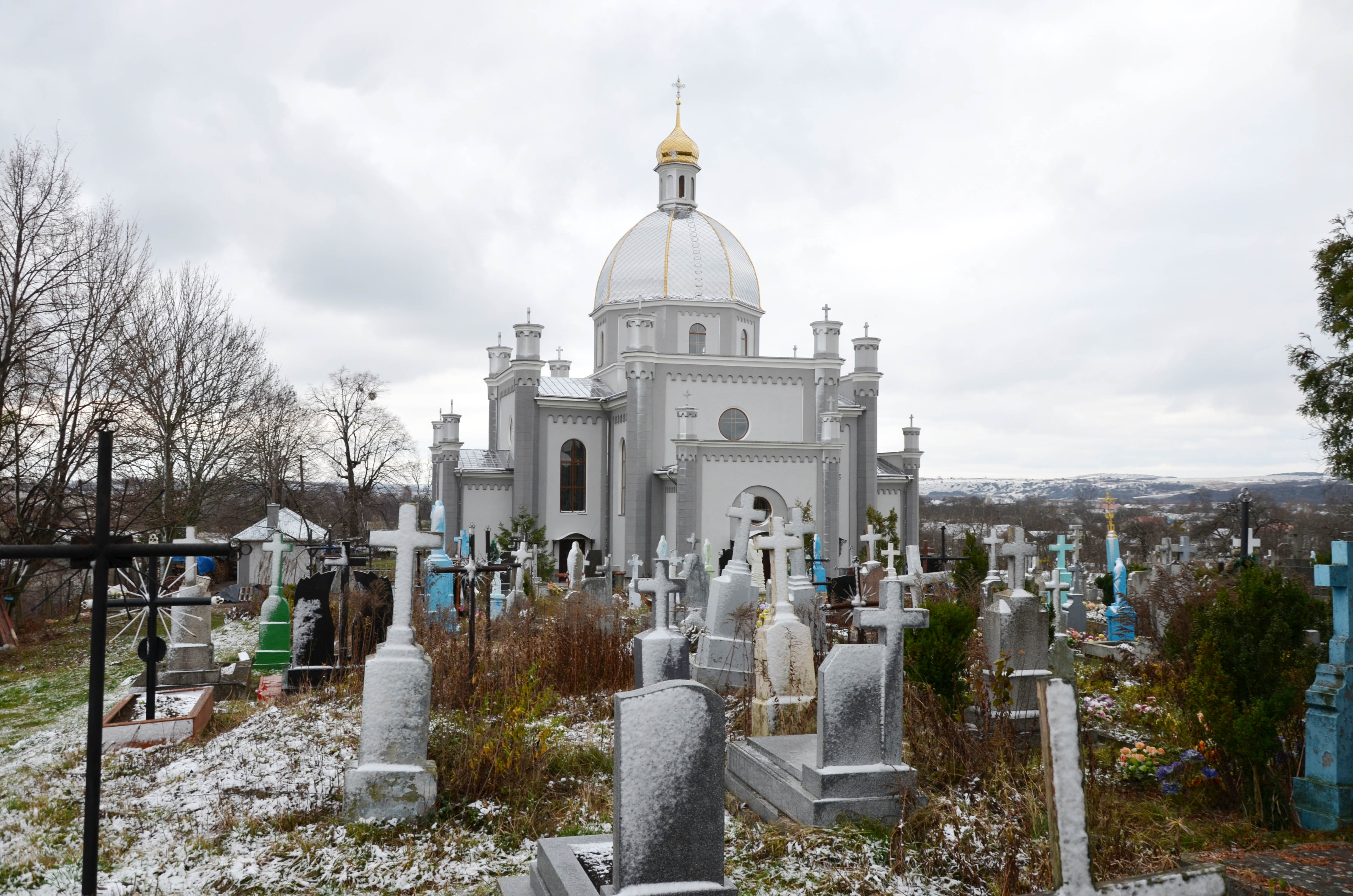
Церковь Положения пояса Пресвятой Богородицы (1886 г. постройки)

Мацошин (укр. Мацошин) — село в Жолковской городской общине Львовского района Львовской области Украины.
Население по переписи 2001 года составляло 907 человек. Занимает площадь 14,50 км². Почтовый индекс — 80356. Телефонный код — 3252.